# Ranah Palabi
Ranah Palabi is een bestuurslaag in het regentschap Dharmasraya van de provincie West-Sumatra, Indonesië. Ranah Palabi telt 1758 inwoners (volkstelling 2010).